# Mercedes Alfonso
Mercedes Alfonso Fots  fue una popular bailarina, tonadillera y cupletista española que hizo algunos trabajos en Argentina.

## Carrera
La tonadillera Mercedes Alfonso fue una verdadera intérprete de la canción tradicional española que nace de las jácaras del Siglo de Oro español. 
En 1916 actuó con gran éxito en el  Teatro Florida del Pasaje Güemes de Buenos Aires y en 1917  lo hizo en el Teatro Esmeralda (hoy Teatro Maipo).
Entre sus temas más destacados se encuentran  las cuplés La pastora del Valle Encantado  y La adivina.
La revista Pájaro de fuego en su edición de 1979 expresa sus cualidades de la siguiente manera: 

"La belleza clásica de Mercedes Alfonso, una imagen que imitan las mujeres de hoy".

Definida por algunos autores como la "Dama de los brillantes" por la manera de lucirse, fue junto a otras legendarias tonadilleras españolas como Teresita Zazá, María Blasco, Emilia Benito y Antonia Costa, una de las referentes de ese género musical español que hizo historia a inicios del Siglo XX.